# Malout
Malout is een nagar panchayat (plaats) in het district Muktsar van de Indiase staat Punjab. 

## Demografie
Volgens de Indiase volkstelling van 2001 wonen er 70.958 mensen in Malout, waarvan 54% mannelijk en 46% vrouwelijk is. De plaats heeft een alfabetiseringsgraad van 63%. 